# East Cathlamet
East Cathlamet az Amerikai Egyesült Államok északnyugati részén, Washington állam Wahkiakum megyéjében elhelyezkedő statisztikai település. A helységhez tartozik Indian Village Mobile Home Park közösség. A 2010. évi népszámlálási adatok alapján 491 lakosa van.

## Népesség
A település népességének változása:

| 2000 | 491 |
| 2020 | 578 |

## Fordítás
- Ez a szócikk részben vagy egészben  az   East Cathlamet, Washington című angol Wikipédia-szócikk ezen változatának fordításán alapul.  Az eredeti cikk szerkesztőit annak laptörténete sorolja fel. Ez a jelzés csupán a megfogalmazás eredetét és a szerzői jogokat jelzi, nem szolgál a cikkben szereplő információk forrásmegjelöléseként.